# Bibbidi-bobbidi-bu/Impara a fischiettar
Bibbidi-bobbidi-bu/Impara a fischiettar è un singolo della cantante italiana Marisa Sannia pubblicato nel 1973 dalla casa discografica EMI.

## Descrizione
Bibbidi-bobbidi-bu è un canzone del film d'animazione Cenerentola del 1950.
Impara a fischiettar è una canzone del film d'animazione Biancaneve e i sette nani del 1937.
Entrambi i brani sono inclusi nel 33 giri Marisa nel Paese delle Meraviglie del 1973, dove la cantante interpreta i brani dei classici di Walt Disney.

## Tracce
1. Bibbidi-bobbidi-bu
2. Impara a fischiettar